# Ermächtigter Arzt (Strahlenschutz)
Ein ermächtigter Arzt im Sinne der deutschen Strahlenschutzverordnung (StrlSchV) ist ein für die Durchführung der ärztlichen Überwachung nach den Vorgaben der Strahlenschutzverordnung von der zuständigen Behörde ermächtigter Arzt.

## Aufgaben
Der ermächtigte Arzt führt Erstuntersuchungen, erneute Untersuchungen und Beurteilungen nach § 77 und § 78 StrlSchV sowie eine besondere ärztliche Überwachung nach StrlSchV durch. Bei erhöhter Exposition muss er Maßnahmen zur Vorbeugung und Abwehr von gesundheitlichen Schäden vorschlagen. Personen, bei denen die Augenlinse arbeitsplatzbedingt besonders strahlenbelastet wird, sind auf die Bildung eines Kataraktes zu untersuchen. Darüber hinaus ist er verpflichtet, für jede Person, die der ärztlichen Überwachung unterliegt, eine Gesundheitsakte nach den Vorgaben der StrlSchV zu führen.

## Voraussetzungen
Um als Arzt ermächtigt werden zu können, müssen folgende Voraussetzungen erfüllt sein:
Der Antragsteller muss eine praktische ärztliche Tätigkeit ausüben, die die für die Ermächtigung relevanten Gebiete und arbeitsmedizinische Inhalte umfasst und über eine mehrjährige Erfahrung in diesem Bereich verfügen.
Er muss über eine gültige Approbation als Ärztin oder Arzt verfügen.
Er muss über die Qualifikation als Fachärztin/Facharzt für Arbeitsmedizin oder die Zusatzbezeichnung „Betriebsmedizin“ verfügen.
Als Ärztin/Arzt ohne arbeitsmedizinische Berufsausbildung ist ein Kurs zur arbeitsmedizinischen Bewertung von Arbeitsplätzen notwendig.
Der Antragsteller muss erklären, dass er keine Personen untersucht, die ihnen in ihrer Eigenschaft als Strahlenschutzverantwortliche oder Strahlenschutzbeauftragte oder anderen unmittelbaren Abhängigkeitsverhältnissen unterstellt sind.
Außerdem muss ein Nachweis der Fachkunde im Strahlenschutz nach § 175 Abs. 1 Satz 2 StrlSchV für ermächtigte Ärztinnen und Ärzte erbracht werden.
Die Ermächtigung ist auf fünf Jahre befristet.